# Slag bij Vimeiro

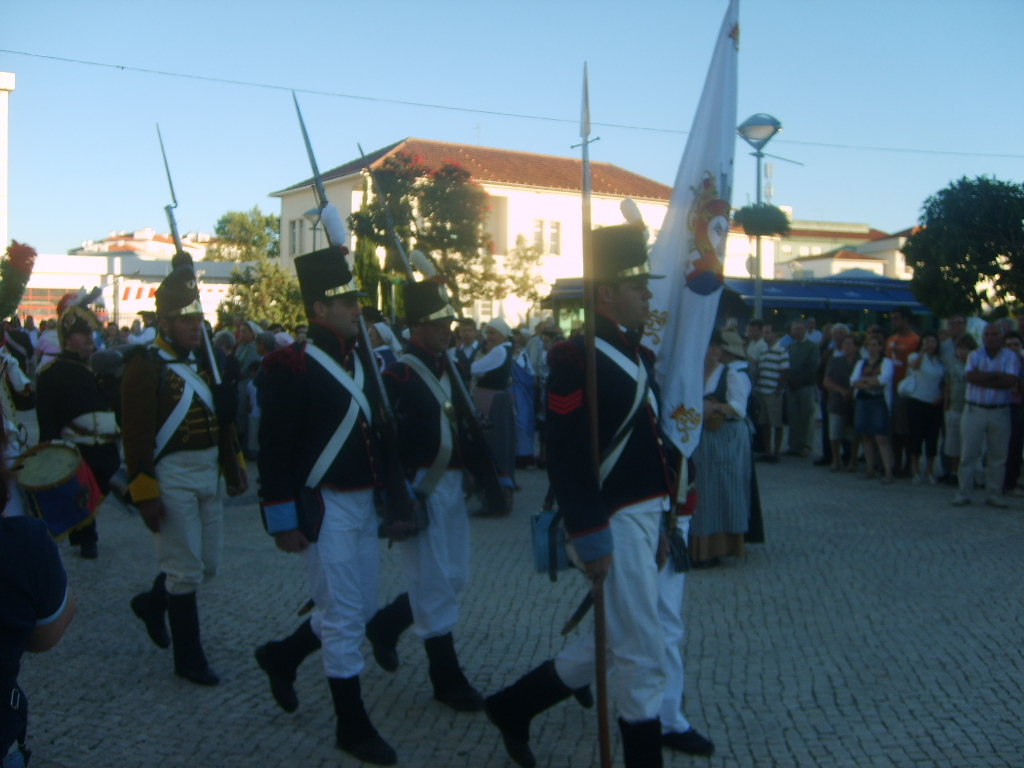
De veldslag wordt nagespeeld (2008)

De Slag bij Vimeiro vond plaats op 21 augustus 1808 bij het Portugese dorpje Vimeiro, nabij Torres Vedras. Het was een beslissende overwinning van Britse en Portugese troepen onder bevel van Arthur Wellesley (de latere hertog van Wellington) tegen Franse troepen onder bevel van generaal Jean-Andoche Junot.

## Achtergrond
In oktober 1807 tekenden de Franse keizer Napoleon en de Spaanse koning Karel IV een geheim verdrag (het Verdrag van Fontainebleau) waarbij ze besloten gezamenlijk Portugal aan te vallen en van de kaart te vegen. Kort daarna vielen Franse en Spaanse troepen Portugal binnen, en op 1 december stond de Franse bevelhebber, generaal Junot, in Lissabon.
Na acht maanden Franse bezetting brak in 1808 een opstand in Portugal uit, gevolgd door een landing bij Coimbra door Britse troepen onder bevel van Wellesley. De Portugese rebellen en Britse troepen versloegen de Fransen in de Slag bij Roliça op 17 augustus en vervolgens in de Slag bij Vimeiro op 20 augustus, die de oorlog in het voordeel van de geallieerden besliste.

## Verloop
Wellesley stond met ruim 20.000 man en 18 kanonnen tegenover zo'n 14.000 Franse troepen en 23 kanonnen. Hij trok zich terug op een heuvelrug langs de kust, om zo de landingen van verse Britse troepen te kunnen beschermen. Wellesley plaatste de hoofdmacht van zijn troepen op de heuvel net ten zuiden van het dorp Vimeiro. De Franse generaal Junot stuurde drie van zijn vier brigades vanuit het zuiden om het dorp in te nemen, terwijl de vierde brigade de heuvelrug ten noordoosten van het dorp moest bezetten. Toen Junot ontdekte dat de Britten hem voor waren geweest en de heuvelrug al bezet hadden, stuurde hij ook een tweede brigade om de heuvelrug in te nemen.
De verschillende Franse aanvallen waren slecht gecoördineerd en de frontale Franse aanval op het dorp liep stuk op de geweren van de verdedigende troepen. Junot zette uiteindelijk zijn reserve in van zo'n 2000 grenadiers. Deze wisten het dorp te bereiken, maar na hevige gevechten in de straten van het dorp vielen ze weer terug, waarop de Britten een cavaleriecharge op de grenadiers uitvoerden die zo'n succes was dat de cavalerie te ver doorchargeerde en aangevallen werd door de Franse cavaleriedivisie.
Ook de Franse aanval op de noordoostelijke heuvelrug bleek te moeilijk, en uiteindelijk begonnen de Fransen zich terug te trekken in de richting van Lissabon. De Britten en Portugezen hadden 720 doden en gewonden, terwijl aan Franse kant 2000 doden en gewonden waren. Ook hadden de geallieerden 13 kanonnen buitgemaakt.

## Nasleep
Wellesley wou het terugtrekkende Franse leger achtervolgen en compleet vernietigen. Tijdens de veldslag was echter een oudere Britse generaal, Harry Burrard, gearriveerd en nam het Britse opperbevel van Wellesley over. Burrard besloot, tot grote irritatie van Wellesley, om de Fransen niet te achtervolgen. Een dag later werd Burrard weer vervangen door een andere generaal, Hew Dalrymple. Dalrymple en Burrard besloten de Fransen niet verder aan te vallen maar een wapenstilstand te ondertekenen.
Met de Conventie van Sintra, getekend op 30 augustus, werden de ruim 25.000 Franse soldaten in Portugal door de Britse marine ingescheept en naar Frankrijk geëvacueerd. De makkelijke manier waarop de Britten de Fransen aan een zware nederlaag hadden laten ontsnappen leidde tot een groot schandaal in Groot-Brittannië. Wellington kreeg op 27 januari 1809 als enige generaal officieel dank van het Britse parlement voor de overwinning in de Slag bij Vimeiro en keerde terug naar Portugal om de strijd tegen de Fransen te hervatten.
Kort na de veldslag werden door Groot-Brittannië herdenkingsmedailles uitgegeven om de overwinningen van Roliça en Vimeiro te vieren. Op 21 augustus 1908, honderd jaar na de veldslag, werd een monument aan de slag onthuld in Vimeiro door koning Emanuel II.
De Slag bij Vimeiro was de eerste grote veldslag van de Spaanse Onafhankelijkheidsoorlog en de eerste overwinning van Wellesley in de oorlog. Het was ook de eerste keer dat Wellesley zijn troepen achter een heuvelrug verborg. Hij zou deze tactiek in de vijf jaar erna regelmatig toepassen tegen de Fransen op het Iberisch Schiereiland.